# Indenrigs- og Sundhedsministeriet
Indenrigs- og Sundhedsministeriet er et ministerium der har eksisteret i tre omgange under den danske regering.
Ministeriet oprettedes første gang i 2001 ved sammenlægning af Indenrigsministeriet og Sundhedsministeriet ved Regeringen Anders Fogh Rasmussen I's tiltrædelse. Ministeriet bestod indtil 23. november 2007, hvor det blev delt op i forbindelse med regeringsdannelsen efter folketingsvalget 2007. Her blev der oprettet et særlig Ministeriet for Sundhed og Forebyggelse, mens indenrigsdelen blev sammenlagt med Socialministeriet under navnet Velfærdsministeriet og senere Indenrigs- og Socialministeriet.
December 2022 blev ministeriet genoprettet for anden gang.
Ved ressortomlægningen under statsminister Lars Løkke Rasmussen 23. februar 2010 blev ministeriet genoprettet ved, at indenrigsdelen fra Indenrigs- og Socialministeriet blev ressortoverført. Samtidig opstod et Socialministerium.
Ved Regeringen Helle Thorning-Schmidts tiltræden 3. oktober 2011 blev indenrigsområdet overført til det nyoprettede Økonomi- og Indenrigsministeriet, mens resten af ministeriet blev omdannet til Ministeriet for Sundhed og Forebyggelse.
Indenrigs- og Sundhedsministeriet havde Lars Løkke Rasmussen fra (V) som minister fra 2001 til 2007. Med genoprettelsen af ministeriet i 2010 blev Bertel Haarder (V) ny indenrigs- og sundhedsminister.
Kristian Wendelboe var departementschef i 2010-2011.